# Pedro Bloch
Pedro Bloch (Jitomir, 17 de maio de 1914 — Rio de Janeiro, 23 de fevereiro de 2004) foi um médico foniatra, jornalista, compositor, poeta, dramaturgo e autor de livros infanto-juvenis. Russo
naturalizado
brasileiro. Escreveu mais de cem livros.
Era primo do empresário Adolpho Bloch.

## Biografia

### Início de vida e educação
Sua família imigrou para o Brasil no início do século XX. Estudou no Colégio Pedro II e posteriormente cursou a Faculdade Nacional de Medicina da Praia Vermelha atual Faculdade de Medicina da Universidade Federal do Rio de Janeiro. Chegou a lecionar na PUC do Rio de Janeiro.

### Carreira médica e como autor
Considerado um dos pioneiros no Brasil na área da fonoaudiologia, João Gilberto e Roberto Carlos foram seus pacientes. Dentre seus muitos livros estão: Pai, me compra um amigo?, Nesta data querida e Chuta o Joãozinho para cá. Escreveu também as peças teatrais: Dona Xepa e As Mãos de Eurídice.
Mais de 50 do seus livros foram inspiradas quando ele atendia crianças, exercendo sua profissão de médico. A sua mais conhecida obra teatral, As mãos de Eurídice, estreou em 13 de maio de 1950 e repetiu-se mais de 60 mil vezes, em mais de 45 países diferentes. Dois anos depois, escreveu outro sucesso teatral, Dona Xepa, que foi adaptada para o cinema e uma telenovela da Rede Globo. Como jornalista, trabalhou na revista Manchete e no jornal O Globo. O interesse pelo teatro surgiu nas visitas que recebia dos grandes atores em sua própria casa.
Além das obras citadas, Pedro Bloch é também autor de Dicionário de anedotas, Você quer falar melhor?, Samba no pé, Teco-teco e Um pai de verdade e roteirista do filme Meus Amores no Rio (1958).

### Morte
Pedro Bloch morreu aos 89 anos de idade, de insuficiência respiratória aguda, em seu apartamento em Copacabana. Foi enterrado no Cemitério Comunal Israelita do Rio de Janeiro.

### Dona Xepa
Uma de suas peças mais conhecidas é Dona Xepa, que teve no elenco atores como Alda Garrido (Dona Xepa), Carvalhinho, Colé Santana, Herval Rossano (Edson) e Odete Lara (Rosália) e outros, além de ser dirigida por Darcy Evangelista. A obra de Bloch se tornou filme em 1959, novela da TV Globo em 1977, novela da Record em 2013, além de inspirar a novela Lua Cheia de Amor da TV Globo em 1991.